# オディエタ

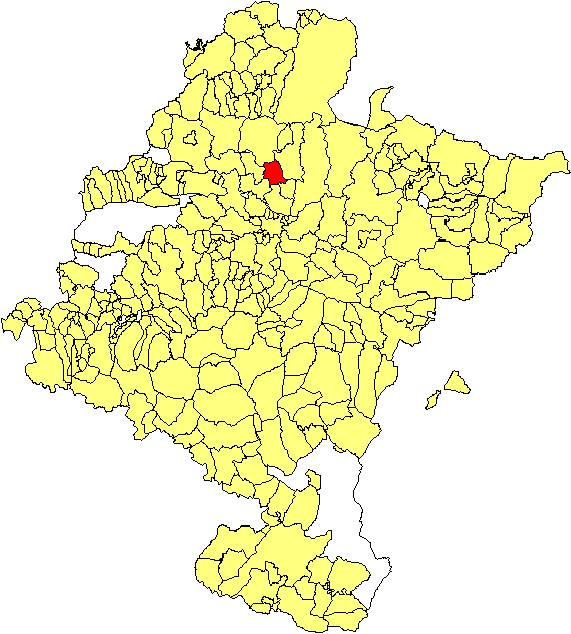
オディエタの位置

オディエタ（スペイン語: Odieta）はナバラ州ナバラ県にある町および基礎自治体（ムニシピオ）である。スペインの北部、パンプローナの北に位置している。人口は2013年現在366人。